# Zil (Emre Altuğ)
Zil è il settimo album di Emre Altuğ, pubblicato nel 2011.

## Tracce
1. Zil – 3:44
2. Tek Aşkım – 3:55
3. Adını Söylerdim – 4:14
4. Bu Son Olsun (feat. Dervişan) – 3:06
5. Ben Daha Büyüyorum – 4:17
6. Masal Sevdayla Başlar – 4:05
7. Yalan Dünya – 3:24
8. Sev Diyemem – 4:07
9. Hastasıyım – 3:29
10. Çifte Kavrulmuş – 5:05